# Eriopygodes pallens
Eriopygodes pallens là một loài bướm đêm trong họ Noctuidae.